# Tokmac Nguen
Tokmac Chol Nguen (ur. 20 października 1993 w Kakumie) – norweski piłkarz południowosudańskiego pochodzenia, występujący na pozycji napastnika, reprezentant Norwegii.

## Życie prywatne
Nguen jest synem południowosudańczyków i urodził się w obozie dla uchodźców w Kenii. W wieku 5 lat, wraz z rodzicami przeniósł się do Norwegii, dlatego mógł reprezentować jeden z tychże państw. 

## Sukcesy

### Klubowe
Strømsgodset IF
- Mistrz Norwegii: 2013

Ferencvárosi TC
- Mistrz Węgier: 2018/19, 2019/20, 2020/21